# Benești, Vaslui
Benești este un sat în comuna Tanacu din județul Vaslui, Moldova, România. Are o populație de aproximativ 400 locuitori, iar pe suprafața sa se află un iaz și o pădure.

## Istoric
În locul "Vatra satului" a avut loc o descoperire întâmplătoare de monedă histriană tip Pick 416. 